# 山崎房一
山崎 房一（やまざき ふさいち、1926年4月18日 - 1993年6月25日）は、日本の教育者。新家庭教育協会初代理事長、社団法人国際MRA日本協会理事などを務めた。
山口県都濃郡鹿野町出身、山口県立下松高等学校卒業。1949年、ロンドンに渡り、MRA（道徳再武装運動）に参加。1961年、日立造船入社。1972年9月、陽光学院を創立。1982年1月、新家庭教育協会創立、同協会理事長に就任。1993年6月25日、逝去。

## 人物
- 陽光学院では、小学生に英語を教えていた[3]。
- 新家庭教育協会では、母親心理学訓練講座・父親心理学訓練講座を開設し、NHKラジオや民放各社で紹介され、話題を呼んだ[2]。
- 詩を書くことも好きであり、自身の著書にも多くの自作の詩が掲載されている。

## 著書
- 心の安定と強く生きる知恵（新家庭教育協会　1987年4月　ISBN 4930821738）
- ガミガミをやめれば子どもは伸びる（PHP研究所　1991年3月　ISBN 4569529321）
- そのままのあなたで百点満点（日本教育新聞出版局　1992年6月　ISBN 4890550801）
- どんどんほめればグングンのびる（PHP研究所　1992年10月　ISBN 4569536115）
- お母さんのガミガミが子どもをダメにする（PHP研究所　1993年5月　ISBN 4569539084）
- 強い子、伸びる子の育て方（PHP文庫　1996年6月　ISBN 4569568815）
- 心が軽くなる本（PHP文庫　1996年11月　ISBN 4569569609）
- 心がやすらぐ魔法のことば（PHP文庫　1997年8月　ISBN 456957047X）
- 子どもを伸ばす魔法のことば（PHP文庫　2000年2月　ISBN 4569573703）
- どんどんほめればグングンのびる（PHP文庫　2001年9月　ISBN 4569576141）
- きっと、自分を好きになる。（PHP研究所　2004年9月　ISBN 4569638376）
- わが子のこころに母の愛をいっぱいに！（新家庭教育協会）
- 週間標語カレンダー（新家庭教育協会）